# Metamphiascopsis nicobaricus
Metamphiascopsis nicobaricus is een eenoogkreeftjessoort uit de familie van de Miraciidae. De wetenschappelijke naam van de soort is voor het eerst geldig gepubliceerd in 1940 door Sewell.